# Grand Prix automobile d'Allemagne 2019
GP précédent GP suivant
Le Grand Prix automobile d'Allemagne 2019 (Formula 1 Mercedes Benz Grosser Preis von Deutschland 2019), disputé le 28 juillet 2019 sur le circuit d'Hockenheimring, est la 1008e épreuve du championnat du monde de Formule 1 courue depuis 1950. Il s'agit de la soixante-quatrième édition du Grand Prix d'Allemagne comptant pour le championnat du monde de Formule 1, la trente-septième fois à Hockenheim où les Formule 1 ont couru en alternance avec le Nürburgring de 1970 à 2013, et la onzième manche du championnat 2019. 
Dès leurs premières tentatives en Q3, les jeux sont faits pour les deux premières lignes : Lewis Hamilton obtient sa quatrième pole position de la saison, seul pilote sous les une minute et douze secondes, portant son record à quatre-vingt-sept départ en tête mais c'est seulement la deuxième fois à Hockenheim, onze ans après la dernière sur McLaren. Il est accompagné en première ligne par Max Verstappen à plus de trois dixièmes de seconde tandis que Valtteri Bottas devance Pierre Gasly sur la deuxième ligne. Kimi Räikkönen, cinquième, réalise sa meilleure qualification avec Alfa Romeo et partage la troisième ligne avec Romain Grosjean. Alors que leurs coéquipiers respectifs n'ont pas atteint la Q3, Carlos Sainz Jr. et Sergio Pérez partent en quatrième ligne. Ces qualifications sont marquées par la débandade des Ferrari qui avaient dominé tous les essais libres et la Q1 avec Charles Leclerc. Lors de la première phase, Sebastian Vettel ne peut pas sortir de son garage en raison d'une panne de turbocompresseur ; il s'élance de la dernière position sur la grille. Au début de la Q3, Leclerc de rester au box, sa SF90, affectée par un problème d'alimentation en essence, ne démarrant pas ; il part de la cinquième ligne, derrière Nico Hülkenberg.
À l'issue d'une course démarrée sous la pluie par trois tours de formation derrière la voiture de sécurité, ponctuée par des variations météorologiques incessantes et achevée sur le sec, Max Verstappen s'impose malgré un départ raté et un tête-à-queue au vingt-septième tour, pour avoir su, avec son écurie, chausser au bon moment les différents types de pneumatiques en fonction de l'état de la piste. En effet, entre les spécifications tendre, médium, intermédiaires et pleine pluie, les pilotes passent pour la plupart entre cinq et six fois au stand (soixante-dix-huit arrêts au stand au total), parfois à contretemps. Plusieurs d'entre eux sont piégés par les conditions, particulièrement dans les derniers virages du Stadium : Charles Leclerc termine dans le mur au vingt-neuvième tour alors qu'il roule en deuxième position, Lewis Hamilton, en tête de la course, sort au même endroit un tour plus tard, détruisant son aileron avant, plongeant dans les stands en coupant la ligne, passant cinquante secondes au stand avant d'être pénalisé de cinq secondes. Nico Hülkenberg se crashe au quarante-et-unième tour alors qu'il est en lice pour le podium et Valtteri Bottas détruit sa W10 au cinquante-septième tour. La voiture de sécurité sort à chaque fois. Verstappen, en tête à partir du trentième tour, gère parfaitement les différentes relances. 
Les pilotes qui ne commettent aucune erreur en piste et dans les choix des arrêts au stand, tirent leur épingle du jeu : Sebastian Vettel, parti dernier, remonte jusqu'au deuxième rang. Il est encore à la neuvième place après son cinquième arrêt au quarante-septième tour, avant de dépasser Pierre Gasly, Kevin Magnussen, Alexander Albon puis Carlos Sainz Jr., Lance Stroll et Daniil Kvyat dans les trois derniers tours sous les vivats de la foule. Le pilote russe termine troisième et offre à la Scuderia Toro Rosso son premier podium depuis la victoire de Vettel à Monza en 2008. Lance Stroll, quatrième, obtient son meilleur résultat depuis sa troisième place au Grand Prix d'Azerbaïdjan 2017, Carlos Sainz passe la ligne d'arrivée cinquième, dans les échappements de Stroll, suivi par Alexander Albon qui amène la deuxième Toro Rosso dans les points. Les pilotes Alfa Romeo Kimi Räikkönen et Antonio Giovinazzi, septième et huitième sous le drapeau à damier, sont pénalisés de trente secondes pour utilisation illégale de leur embrayage durant la procédure de départ. Romain Grosjean et Kevin Magnussen, les pilotes Haas remontent dès lors aux mêmes rangs tandis que Hamilton, auteur de deux sorties de piste durant la course et initialement onzième, marque les deux points de la neuvième place. Robert Kubica apporte à Williams son premier point de la saison. Auteur de la septième victoire de sa carrière et de sa deuxième de la saison après le Grand Prix d'Autriche, en obtenant comme à Spielberg le point supplémentaire du meilleur tour en course, Max Verstappen est élu pilote du jour. 
Malgré une course compliquée, Hamilton (225 points) porte son avance à 41 points sur son coéquipier Valtteri Bottas (184 points). Verstappen (162 points) se rapproche du Finlandais, Vettel suit avec 141 points et Leclerc reste cinquième, avec 120 points ; suivent Gasly (55 points), Sainz (48 points), Kvyat (27 points), Räikkönen (25 points), Norris, Ricciardo (22 points), Stroll et Magnussen (18 points). Chez les constructeurs, Mercedes, qui totalise 409 points, devance Ferrari (243 points). Red Bull Racing (217 points) possède plus du triple de points que McLaren (70 points), suivie par Toro Rosso (42 points), Renault (39 points), Racing Point (31 points), Haas et Alfa Romeo (26 points). Williams marque son premier point et ferme la marche au dixième rang.

## Pneus disponibles
| Pneus pour piste sèche | Pneus pour piste sèche | Pneus pour piste sèche | Pneus pluie    | Pneus pluie |
| ---------------------- | ---------------------- | ---------------------- | -------------- | ----------- |
| Durs (Type C2)         | Médiums (Type C3)      | Tendres (Type C4)      | Intermédiaires | Pluie       |

## Essais libres

### Première séance, le vendredi de 11 h à 12 h 30
| Pos. | Pilote           | Voiture        | Chrono         | Écart     |
| ---- | ---------------- | -------------- | -------------- | --------- |
| 1    | Sebastian Vettel | Ferrari        | 1 min 14 s 013 |           |
| 2    | Charles Leclerc  | Ferrari        | 1 min 14 s 268 | + 0 s 255 |
| 3    | Lewis Hamilton   | Mercedes       | 1 min 14 s 315 | + 0 s 302 |
| 4    | Max Verstappen   | Red Bull-Honda | 1 min 14 s 330 | + 0 s 317 |
| 5    | Valtteri Bottas  | Mercedes       | 1 min 14 s 660 | + 0 s 647 |
| 6    | Pierre Gasly     | Red Bull-Honda | 1 min 14 s 813 | + 0 s 800 |

### Deuxième séance, le vendredi de 15 h à 16 h 30
| Pos. | Pilote           | Voiture        | Chrono         | Écart     |
| ---- | ---------------- | -------------- | -------------- | --------- |
| 1    | Charles Leclerc  | Ferrari        | 1 min 13 s 449 |           |
| 2    | Sebastian Vettel | Ferrari        | 1 min 13 s 573 | + 0 s 124 |
| 3    | Lewis Hamilton   | Mercedes       | 1 min 13 s 595 | + 0 s 146 |
| 4    | Valtteri Bottas  | Mercedes       | 1 min 14 s 111 | + 0 s 662 |
| 5    | Max Verstappen   | Red Bull-Honda | 1 min 14 s 133 | + 0 s 684 |
| 6    | Romain Grosjean  | Haas-Ferrari   | 1 min 14 s 179 | + 0 s 730 |

### Troisième séance, le samedi de 12 h à 13 h

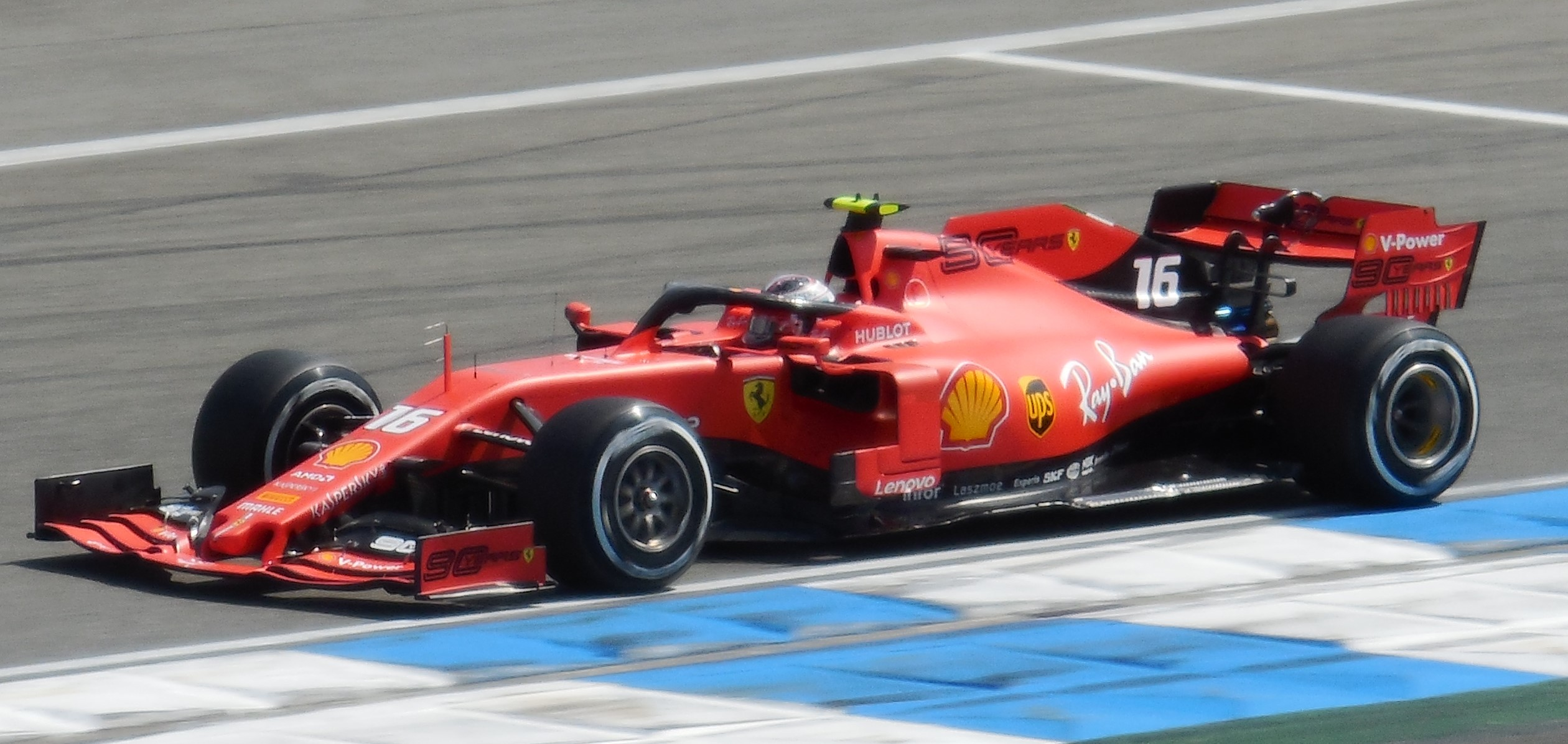
Charles Leclerc aux essais libres à Hockenheim en 2019.

| Pos. | Pilote           | Voiture        | Chrono         | Écart     |
| ---- | ---------------- | -------------- | -------------- | --------- |
| 1    | Charles Leclerc  | Ferrari        | 1 min 12 s 380 |           |
| 2    | Max Verstappen   | Red Bull-Honda | 1 min 12 s 548 | + 0 s 168 |
| 3    | Sebastian Vettel | Ferrari        | 1 min 12 s 644 | + 0 s 264 |
| 4    | Valtteri Bottas  | Mercedes       | 1 min 12 s 890 | + 0 s 510 |
| 5    | Kevin Magnussen  | Haas-Ferrari   | 1 min 12 s 893 | + 0 s 513 |
| 6    | Lewis Hamilton   | Mercedes       | 1 min 12 s 965 | + 0 s 585 |

## Séance de qualifications

### Résultats des qualifications
| Pos.                                                                                      | Pilote             | Écurie                    | Qualifications 1 | Qualifications 2 | Qualifications 3 |
| ----------------------------------------------------------------------------------------- | ------------------ | ------------------------- | ---------------- | ---------------- | ---------------- |
| 1                                                                                         | Lewis Hamilton     | Mercedes                  | 1 min 12 s 852   | 1 min 12 s 149   | 1 min 11 s 767   |
| 2                                                                                         | Max Verstappen     | Red Bull Racing           | 1 min 12 s 953   | 1 min 12 s 427   | 1 min 12 s 113   |
| 3                                                                                         | Valtteri Bottas    | Mercedes                  | 1 min 13 s 075   | 1 min 12 s 424   | 1 min 12 s 129   |
| 4                                                                                         | Pierre Gasly       | Red Bull-Honda            | 1 min 12 s 991   | 1 min 12 s 385   | 1 min 12 s 522   |
| 5                                                                                         | Kimi Räikkönen     | Alfa Romeo-Ferrari        | 1 min 13 s 066   | 1 min 12 s 519   | 1 min 12 s 538   |
| 6                                                                                         | Romain Grosjean    | Haas-Ferrari              | 1 min 13 s 146   | 1 min 12 s 769   | 1 min 12 s 851   |
| 7                                                                                         | Carlos Sainz Jr.   | McLaren-Renault           | 1 min 13 s 221   | 1 min 12 s 632   | 1 min 12 s 897   |
| 8                                                                                         | Sergio Pérez       | Racing Point-BWT Mercedes | 1 min 13 s 194   | 1 min 12 s 776   | 1 min 13 s 065   |
| 9                                                                                         | Nico Hülkenberg    | Renault                   | 1 min 13 s 186   | 1 min 12 s 766   | 1 min 13 s 126   |
| 10                                                                                        | Charles Leclerc    | Ferrari                   | 1 min 12 s 229   | 1 min 12 s 344   | Pas de temps     |
| 11                                                                                        | Antonio Giovinazzi | Alfa Romeo-Ferrari        | 1 min 13 s 170   | 1 min 12 s 786   |                  |
| 12                                                                                        | Kevin Magnussen    | Haas-Ferrari              | 1 min 13 s 103   | 1 min 12 s 789   |                  |
| 13                                                                                        | Daniel Ricciardo   | Renault                   | 1 min 13 s 131   | 1 min 12 s 799   |                  |
| 14                                                                                        | Daniil Kvyat       | Toro Rosso-Honda          | 1 min 13 s 278   | 1 min 13 s 135   |                  |
| 15                                                                                        | Lance Stroll       | Racing Point-BWT Mercedes | 1 min 13 s 256   | 1 min 13 s 450   |                  |
| 16                                                                                        | Lando Norris       | McLaren-Renault           | 1 min 13 s 333   |                  |                  |
| 17                                                                                        | Alexander Albon    | Toro Rosso-Honda          | 1 min 13 s 461   |                  |                  |
| 18                                                                                        | George Russell     | Williams-Mercedes         | 1 min 14 s 721   |                  |                  |
| 19                                                                                        | Robert Kubica      | Williams-Mercedes         | 1 min 14 s 839   |                  |                  |
| Temps minimal à réaliser pour la qualification : 1 min 17 s 285 (107 % de 1 min 12 s 229) |                    |                           |                  |                  |                  |
| Nq.                                                                                       | Sebastian Vettel   | Ferrari                   | Pas de temps     |                  |                  |

### Grille de départ
- Lando Norris, auteur du seizième temps, est pénalisé après le changement de trois éléments de son unité de puissance (batterie, MGU-K et unité de contrôle électronique) ; il s'élance de la dix-neuvième place[6] ;
- Sebastian Vettel, qui n'a pas réalisé de temps, écope d'une pénalité après le changement d'une nouvelle unité de contrôle électronique ; il s'élance de la dernière place sur la grille[7]

## Course

### Classement de la course
| Pos. | no | Pilote             | Écurie                    | Tours | Temps/Abandon                                       | Grille | Points |
| ---- | -- | ------------------ | ------------------------- | ----- | --------------------------------------------------- | ------ | ------ |
| 1    | 33 | Max Verstappen     | Red Bull-Honda            | 64    | 1 h 44 min 31 s 275 (168,044 km/h)                  | 2      | 25 + 1 |
| 2    | 5  | Sebastian Vettel   | Ferrari                   | 64    | + 7 s 333                                           | 20     | 18     |
| 3    | 26 | Daniil Kvyat       | Toro Rosso-Honda          | 64    | + 8 s 305                                           | 14     | 15     |
| 4    | 18 | Lance Stroll       | Racing Point-BWT Mercedes | 64    | + 8 s 966                                           | 15     | 12     |
| 5    | 55 | Carlos Sainz Jr    | McLaren-Renault           | 64    | + 9 s 583                                           | 7      | 10     |
| 6    | 23 | Alexander Albon    | Toro Rosso-Honda          | 64    | + 10 s 052                                          | 16     | 8      |
| 7    | 8  | Romain Grosjean    | Haas-Ferrari              | 64    | + 16 s 838                                          | 6      | 6      |
| 8    | 20 | Kevin Magnussen    | Haas-Ferrari              | 64    | + 18 s 765                                          | 12     | 4      |
| 9    | 44 | Lewis Hamilton     | Mercedes                  | 64    | + 19 s 667 (dont 5 s de pénalité purgées en course) | 1      | 2      |
| 10   | 88 | Robert Kubica      | Williams-Mercedes         | 64    | + 24 s 987                                          | 18     | 1      |
| 11   | 63 | George Russell     | Williams-Mercedes         | 64    | + 26 s 404                                          | 17     |        |
| 12   | 7  | Kimi Räikkönen     | Alfa Romeo-Ferrari        | 64    | + 42 s 214 (dont 30 s de pénalité)                  | 5      |        |
| 13   | 99 | Antonio Giovinazzi | Alfa Romeo-Ferrari        | 64    | + 43 s 849 (dont 30 s de pénalité)                  | 11     |        |
| 14   | 10 | Pierre Gasly       | Red Bull-Honda            | 61    | Accrochage                                          | 4      |        |
| Abd. | 77 | Valtteri Bottas    | Mercedes                  | 56    | Accident                                            | 3      |        |
| Abd. | 27 | Nico Hülkenberg    | Renault                   | 39    | Accident                                            | 9      |        |
| Abd. | 16 | Charles Leclerc    | Ferrari                   | 27    | Accident                                            | 10     |        |
| Abd. | 4  | Lando Norris       | McLaren-Renault           | 25    | Perte de puissance                                  | 19     |        |
| Abd. | 3  | Daniel Ricciardo   | Renault                   | 13    | Échappement                                         | 13     |        |
| Abd. | 11 | Sergio Pérez       | Racing Point-BWT Mercedes | 1     | Accident                                            | 8      |        |

- Räikkönen et Giovinazzi, qui ont franchi la ligne d'arrivée en septième et huitième positions, sont pénalisés de trente secondes par le pouvoir sportif pour des « infractions liées à l'utilisation de l'embrayage au départ[9]. » Le règlement stipule que le couple d'embrayage, qui doit survenir moins de 70 millièmes de seconde après que le pilote a relâché l'embrayage, a été mesuré à 200 millièmes et 300 millièmes de seconde sur les deux Alfa Romeo. L'équipe se défend en expliquant qu'elle n'a pas pu effectuer des simulations de départ sur piste détrempée. La pénalité prend la forme d'un stop and go de dix secondes. Appliquée après la course, la pénalité se voit majorée de vingt secondes correspondant aux entrée et sortie de la voie des stands[9]. L'écurie décide de faire appel de cette pénalité ; la FIA juge l'appel recevable et l'audience a lieu le 24 septembre à Paris[10]. À l'issue de cette audience, la sanction prise à l'encontre des pilotes Alfa Romeo est confirmée et le classement de la course, rejetant Raïkkönen et Giovinazzi hors des points, définitivement adopté[11].

### Pole position et record du tour
- Pole position :  Lewis Hamilton (Mercedes) en 1 min 11 s 767 (229,442 km/h)[12].
- Meilleur tour en course :  Max Verstappen (Red Bull-Honda) en 1 min 16 s 645 (214,840 km/h) au soixantième-et-unième tour ; vainqueur de la course, il remporte le point bonus associé au meilleur tour en course[13].

### Tours en tête
- Lewis Hamilton (Mercedes) : 30 tours (1-29 / 47)[14]
- Max Verstappen (Red Bull-Honda) : 34 tours (30-46 / 48-64)

## Classements généraux à l'issue de la course
| Pos. | Pilote             | Écurie                    | Points |
| ---- | ------------------ | ------------------------- | ------ |
| 1    | Lewis Hamilton     | Mercedes                  | 225    |
| 2    | Valtteri Bottas    | Mercedes                  | 184    |
| 3    | Max Verstappen     | Red Bull-Honda            | 162    |
| 4    | Sebastian Vettel   | Ferrari                   | 141    |
| 5    | Charles Leclerc    | Ferrari                   | 120    |
| 6    | Pierre Gasly       | Red Bull-Honda            | 55     |
| 7    | Carlos Sainz Jr.   | McLaren-Renault           | 48     |
| 8    | Daniil Kvyat       | Toro Rosso-Honda          | 27     |
| 9    | Kimi Räikkönen     | Alfa Romeo-Ferrari        | 25     |
| 10   | Daniel Ricciardo   | Renault                   | 22     |
| 11   | Lando Norris       | McLaren-Renault           | 22     |
| 12   | Lance Stroll       | Racing Point-Mercedes     | 18     |
| 13   | Kevin Magnussen    | Haas-Ferrari              | 18     |
| 14   | Nico Hülkenberg    | Renault                   | 17     |
| 15   | Alexander Albon    | Toro Rosso-Honda          | 15     |
| 16   | Sergio Pérez       | Racing Point-BWT Mercedes | 13     |
| 17   | Romain Grosjean    | Haas-Ferrari              | 8      |
| 18   | Antonio Giovinazzi | Alfa Romeo-Ferrari        | 1      |
| 19   | Robert Kubica      | Williams-Mercedes         | 1      |

| Pos. | Écurie                    | Points |
| ---- | ------------------------- | ------ |
| 1    | Mercedes                  | 409    |
| 2    | Ferrari                   | 261    |
| 3    | Red Bull-Honda            | 217    |
| 4    | McLaren-Renault           | 70     |
| 5    | Toro Rosso-Honda          | 42     |
| 6    | Renault                   | 39     |
| 7    | Racing Point-BWT Mercedes | 31     |
| 8    | Haas-Ferrari              | 26     |
| 9    | Alfa Romeo-Ferrari        | 26     |
| 10   | Williams-Mercedes         | 1      |

## Statistiques
Le Grand Prix d'Allemagne 2019 représente :
- la 87e pole position de Lewis Hamilton, sa deuxième à Hockenheim et sa quatrième de la saison[17] ;
- la 7e victoire de Max Verstappen[18] ;
- la 61e victoire de Red Bull Racing[19] ;
- la 74e victoire de Honda en tant que motoriste[20] ;
- Le 1er point de Williams depuis le début de la saison[21].

Au cours de ce Grand Prix :
- Mercedes Grand Prix dispute le 200e Grand Prix de son histoire[22] ;
- La Scuderia Toro Rosso obtient son premier podium depuis la victoire de Sebastian Vettel au Grand Prix d'Italie 2008[23] ;
- 5e du dernier Grand Prix de la saison 2010, Robert  Kubica a passé huit ans, huit mois et quatorze jours avant de marquer à nouveau des points ; cet intervalle constitue un nouveau record[24],[21] ;
- Les mécaniciens de Red Bull Racing établissent un nouveau record d'arrêt au stand en changeant les pneus de Max Verstappen en 1 seconde 88 lors de son quatrième arrêt[25]. L'équipe améliore son propre record, de 1 seconde 91, établi lors du précédent Grand Prix de Grande-Bretagne 2019[26] ;
- Les conditions changeantes en piste provoquent un total de 78 arrêts au stand et l'utilisation par les pilotes de 97 trains de pneus différents[27] ;
- Max Verstappen est élu « Pilote du jour » à l'issue d'un vote organisé sur le site officiel de la Formule[28] ;
- Derek Warwick (146 départs en Grands Prix entre 1981 et 1993, quatre podiums, 71 points inscrits) est nommé conseiller par la FIA pour aider dans leurs jugements le groupe des commissaires de course[29].